# Zahedszir
Zahedszir (pers. زاهدشير) – wieś w Iranie, w ostanie Lorestan. W 2006 roku miejscowość liczyła 339 mieszkańców w 79 rodzinach.